# Auguste Anicet-Bourgeois
Pour les articles homonymes, voir Anicet et Bourgeois.
Auguste-Anicet Bourgeois dit Anicet-Bourgeois ou Anicet, né le 23 décembre 1806 à Paris et mort le 13 janvier 1871 à Pau, est un dramaturge français.

## Biographie

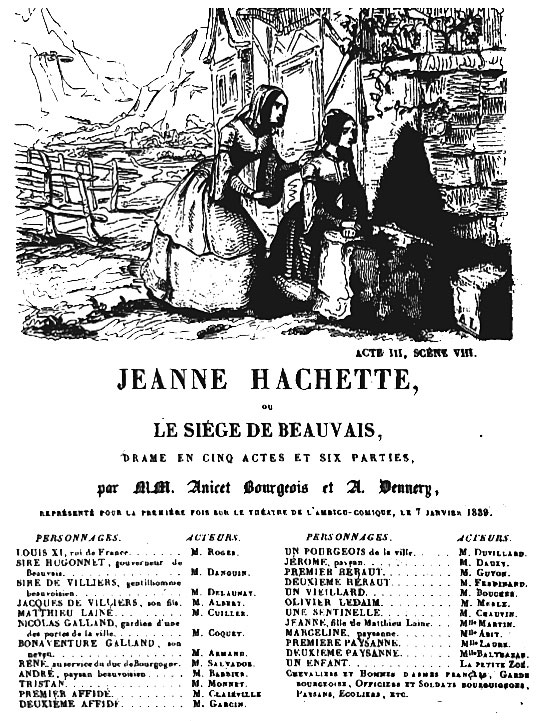
Frontispice pour une pièce publiée dans Magasin théâtral : choix de pièces nouvelles jouées sur tous les théâtres de Paris, en 1838.

Initialement destiné à la procédure, Anicet-Bourgeois a rencontré, dans une étude d’avoué où le hasard l’avait fait entrer, Alphonse Royer et Gustave de Wailly qu l’ont initié à la littérature. Le 25 octobre 1825, il obtient, à l’âge de 19 ans, son premier succès avec Gustave ou le Napolitain. La première œuvre qui porte son nom sera L'Ami et le Mari, ou le Nouvel Amphitryon, un vaudeville en 1 acte, de 1825.
Il a écrit seul ou en collaboration plus de 200 ouvrages, sans que la nature de ses contributions soit toujours évidente à déterminer. À l'époque où il écrivait, le théâtre et la littérature étaient étroitement liés ; rares étaient les œuvres littéraires ne connaissant pas une adaptation théâtrale, et l'on cherchait beaucoup d'écrivains capables de travailler à la commande, et très rapidement. On peut ainsi voir apparaître le nom d'Anicet-Bourgeois au crédit de cinq à dix pièces de théâtre par an. 
Il a également été prête-plume, notamment d’Alexandre Dumas dont Angèle et Téresa, qui ont été donnés sous son nom, étaient de lui.
Il collabore notamment avec Alexandre Dumas (Térésa, Angèle, Le Mari de la Veuve, La Vénitienne), sans que son nom figure toujours sur le livret, ainsi qu'avec Dumanoir, Julien de Mallian, Victor Ducange, Francis Cornu, Lockroy, Édouard Brisebarre, Michel Masson et Paul Féval. Avec Francis Cornu, il écrit, en 1836, le drame Nabuchodonosor, dont Giuseppe Verdi tirera son opéra Nabucco (1842). Il écrit également de nombreuses pièces avec Adolphe d'Ennery, Pixérecourt, Vanderbuch, Ancelot, Jules Barbier, Labiche, Théodore Barrière.
Les éléments de sa biographie sont peu connus, et il est absent de la plupart des dictionnaires et encyclopédies consacrés à la littérature, comme probablement bon nombre de plumitifs de l'époque. Il a cependant été décoré chevalier de la Légion d'honneur par décret du 25 décembre 1849, faisant suite à une demande de son épouse Anaïs et à la recommandation de Jean-Baptiste Sanson de Pongerville de l'Académie française.
Grâce aux archives généalogiques de la famille de Vassoigne, on connaît l'identité de son épouse : Anaïs Clémentine Mélanie Gatte, et de leur fille Anaïs Stéphanie Bourgeois (1837-1913) épouse en 1866 d’Élie de Vassoigne, commandant en 1870 de la Division Bleue à Sedan. D'ailleurs, parmi les œuvres qui ne sont créditées qu'à Auguste Anicet-Bourgeois, sans autre collaborateur, on trouve deux chants militaires :
- Le Chant des chasseurs de la 1re compagnie et du 2e bataillon de la 6e légion (dédié, par la compagnie, aux gardes nationales de Seine-et-Marne), Paris, 1831.
- L'Européenne : cantate nouvelle (dédiée au général Lafayette), Paris, 1831.

Mort à Pau, où il s’était allé se réfugié, surpris dans sa propriété d’Étretat par les évènements de la guerre de 1870 et l’investissement de Paris, il repose au cimetière du Père-Lachaise.

## Anecdote
Un extrait de Comment je devins auteur dramatique, publié par Alexandre Dumas en 1833 dans la Revue des deux Mondes, permettra d'éclairer la façon informelle dont se déroulaient les collaborations entre dramaturges de l'époque, et illustre la difficulté qu'il y a à établir les parts prises par les auteurs à l'écriture des pièces :
« Un jour, Anicet Bourgeois entra chez moi.
— Mon cher ami, me dit-il, je viens vous proposer une grande affaire pour le Cirque.
— Laquelle ?
— Je quitte Franconi.
— Adolphe ?
— Adolphe. Il a un cheval merveilleux auquel, avec un morceau de sucre, il fait faire tout ce qu'il veut.
— Eh bien ?
— Eh bien, j'ai eu une idée ; je lui en ai parlé, et il l'approuve.
— Voyons l'idée.
— C'est de faire une grande pièce de Caligula dans laquelle le cheval jouera le principal rôle.
— Le cheval Incitatus ?
— Oui, enfin, le cheval que Caligula nomme premier consul.
— En effet, cher ami, il y a une idée.
— Voulez-vous que nous fassions la pièce ensemble ?
— Volontiers.
— Quand nous y mettrons-nous ?
— Diable ! cher ami, comme vous y allez ! Il faut que j'étudie toute cette époque-là.
— Combien de jours demandez-vous ?
— Quinze jours ; est-ce trop ?
— Quinze jours, soit.
— Alors, dans quinze jours...
— Vous me renvoyez ?
— Je n'ai pas de temps à perdre ; étudiez de votre côté, j'étudierai du mien ; ce que l'un ne saura point, l'autre le saura.
Au bout de dix jours, je vis reparaître Anicet.
— Eh ! lui dis-je, nous n'y sommes pas, cher ami !
— Oui, me dit-il, notre pièce est flambée, je venais vous en prévenir.
— Comment cela ?
— Incitatus a reçu d'un de ses camarades un coup de pied qui lui a cassé la cuisse ; il a fallu l'abattre.
— Au diable !
— Ainsi, mon cher ami, votre travail est perdu.
— Non pas ; cette étude de l'histoire romaine m'a profondément intéressé. Je ferai mon drame sans cheval.
— Voulez-vous que nous le fassions ensemble ?
— Merci ; je veux le faire en vers.
— Alors, n'en parlons plus.
— Si fait, parlons-en. Comme l'idée m'a été apportée par vous, il est juste que vous y participiez.
— Vous arrangerez cela comme vous l'entendrez.
— Vous vous en rapportez à moi ?
— Oui.
— Alors, vous l'avez dit ; n'en parlons plus.
Nous nous serrâmes la main et tout fut dit. — Je me mis au travail. »
Il n'en fallait parfois pas plus à l'époque pour avoir son nom sur un livret.

## Œuvres
On compte dans la bibliographie d'Anicet-Bourgeois une prépondérance de vaudevilles et de drames (près de quatre-vingt pièces pour chacune de ces catégories), avec une préférence pour le drame historique. Le reste de ses pièces est varié, passant du mélodrame à l'opéra-comique, de la Féerie au croquis militaire. Dans les plus notables, on citera :

### Vaudevilles
- Les Deux Diligences, comédie-vaudeville en 1 acte, Malaise Éditeur, Paris, 1832. Première donnée à l'Ambigu-Comique.
- Le Mari de la veuve, comédie-vaudeville en 1 acte et en prose, Librairie Théâtrale, Paris, 1851. En collaboration avec Durieu et Alexandre Dumas. Première donnée au Théâtre-Français le 4 avril 1832.
- La Savonnette impériale, comédie-vaudeville en 2 actes, Paris, 1835. En collaboration avec Dumanoir (1806-1865). Première donnée au Théâtre du Palais-Royal, le 23 novembre 1835.
- La Fiole de Cagliostro. En collaboration avec Dumanoir et Édouard Brisebarre, Théâtre du Palais Royal.
- Le Portefeuille ou Deux familles d'Auguste Anicet-Bourgeois et Adolphe d'Ennery, Théâtre de la Porte-Saint-Martin, 7 mars 1837
- Gaspard Hauser, avec d'Ennery, joué par Albert et Saint-Ernest (Ambigu-Comique, 4 juin 1838).
- La Dame de Saint-Tropez d'Auguste Anicet-Bourgeois et Adolphe d'Ennery, Théâtre de la Porte-Saint-Martin, 23 novembre 1844
- Porthos à la recherche d'un équipement, comédie-vaudeville en 1 acte, Beck, Paris, 1845. En collaboration avec Dumanoir et Édouard Brisebarre. Première donnée au Théâtre du Vaudeville le 23 juin 1845.
- La Petite Fadette, comédie-vaudeville en 2 actes tirée du roman de George Sand, Michel Lévy frères, Paris, 1850. En collaboration avec Laffont. Première donnée aux Théâtre des Variétés le 20 avril 1850.

### Drames
- Robespierre, ou le 9 Thermidor, drame en 3 actes, et 9 tableaux. En collaboration avec Francis Cornu. Première donnée à l'Ambigu-Comique, le 16 décembre 1830.
- Les Chouans, ou Coblenz et Quiberon, drame en 3 actes, A. Leclaire, Paris, 1831. En collaboration avec Francis Cornu. Adaptation théâtrale de Les Chouans de Balzac. Première donnée au Théâtre des Nouveautés, le 26 avril 1831.
- Périnet Leclerc, ou Paris en 1418, drame en prose, en 5 actes, 1832. En collaboration avec Lockroy. D'après Scènes historiques de Dumas.
- L'Impératrice et la Juive, drame en 5 actes, Marchant, Paris, 1834. En collaboration avec Lockroy. Première donnée au Théâtre de la Porte-Saint-Martin, le 22 juillet 1834.
- La Vénitienne, drame en 5 actes, J.-N. Barba, Paris, 1834. En collaboration avec Alexandre Dumas. Première donnée au Théâtre de la Porte-Saint-Martin, le 18 mars 1834.
- Karl, ou le Châtiment, drame en 4 actes, Paris: Marchant, 1835. En collaboration avec Joseph-Philippe Simon Lockroy.
- La Nonne sanglante, drame en 5 actes. En collaboration avec De Mallian. Première donnée au Théâtre de la Porte-Saint-Martin, le 17 février 1835.
- Nabuchodonosor, drame en 4 actes, Magasin théâtral, Paris, 1836. En collaboration avec Francis Cornu. Première donnée à l'Ambigu-Comique, le 17 octobre 1836.
- Dgenguiz-Khan ou La conquête de la Chine, drame en 3 actes, Marchant, Paris, 1838. En collaboration avec Ferdinand Laloue. Première donnée au théâtre du Cirque le 30 septembre 1837.
- Madeleine, drame en cinq actes, en collaboration avec Albert, représentée la première fois à Paris sur le Théâtre de l'Ambigu-Comique le 7 janvier 1843, éditée à Bruxelles chez Lelong, 1843.
- Le Docteur noir d'Auguste Anicet-Bourgeois et Dumanoir, 30 juillet 1846
- Nôtre-Dame des Anges, drame en 6 actes et 8 tableaux dont un prologue: Un Mariage en 1793, Michel Lévy Frères, Paris, 1848. Première donnée à l'Ambigu-Comique.
- Les Mystères de Londres, ou les Gentilshommes de la nuit, drame en 5 actes et 10 tableaux, Dondey-Dupré, Paris, 1849. En collaboration avec Paul Féval. Première donnée aux Variétés le 14 novembre 1848.
- La Sonnette du Diable, drame fantastique en 5 actes et 12 tableaux, avec prologue et épilogue, tiré des Mémoires du Diable de Frédéric Soulié, Michel Lévy frères, Paris, 1849. En collaboration avec Paul de Guerville. Première donnée au Théâtre de la Gaîté le 18 septembre 1849.
- Les Quatre Fils Aymon, légende fantastique en 5 actes précédée d'un prologue, 1849
- Les Sept Péchés capitaux, drame en 7 actes, dont un prologue, Michel Lévy Frères, 1850.
- Marianne, drame en 7 actes, Michel Lévy frères, Paris, 1851. Première donnée à l'Ambigu-Comique.
- Le Médecin des enfants, drame en 5 actes en collaboration avec Adolphe d'Ennery, créé au Théâtre de la Gaîté, à) Paris, le 29 octobre 1855
- Les Maréchaux de l'empire, drame en 5 actes et 15 tableaux, Paris, 1852. Première donnée au théâtre impérial du Cirque, le 12 avril 1856.
- Les Pirates de la Savane, drame à grand spectacle en cinq actes , d'Anicet Bourgeois et Ferdinand Dugué, représentée la première fois le 6 août 1859 au théâtre de la Gaité[7].
- La Fille des chiffonniers, drame en 5 actes et 8 tableaux, Michel Lévy frères, Paris, 1861. En collaboration avec Ferdinand Dugué. Première donnée à la Gaîté, Paris, 22 mars 1861.
- Marceau, ou Les Enfants de la République, drame en 5 actes et 10 tableaux, Michel Lévy frères, Paris, 1863. En collaboration avec Michel Masson. Première donnée à la Gaîté le 22 juin 1848[8].
- Cadet-Roussel, drame en 7 actes dont un prologue en 2 actes. En collaboration avec Amédée Rolland et Jean Du Boys. Première donnée à l'Ambigu le 16 octobre 1862.
- Le Bossu, drame en 5 actes et 12 tableaux, Michel Lévy frères, Paris, 1862. En collaboration avec Paul Féval. Première donnée au Théâtre de la Porte-Saint-Martin le 8 septembre 1862.
- La Bouquetière des innocents, drame historique à grand spectacle en 5 actes et 11 tableaux, Michel Lévy frères, Paris, 1862. En collaboration avec Ferdinand Dugué. Première donnée au Théâtre de la Porte-Saint-Martin le 15 janvier 1862[9].
- Rocambole, drame en 5 actes et 9 tableaux, Michel Lévy frères, Paris, 1864. En collaboration avec Pierre-Alexis Ponson du Terrail et Ernest Blum. Première donnée à l'Ambigu-Comique, le 26 août 1864.
- La Reine Cotillon, drame en 5 actes et 10 tableaux, en collaboration avec Paul Féval. Première à la Porte-Saint-Martin, le 6 décembre 1866. Édition : Michel Lévy frères, Paris, 1867
- Le Muet, drame en 6 actes, Michel Lévy frères, Paris, 1894. En collaboration avec Michel Masson.

### Mélodrames
- Gustave, ou le Napolitain, mélodrame en 3 actes, Paris. En collaboration avec Benjamin Antier. Première donnée au Théâtre de la Gaîté, le 4 octobre 1825.
- Sept heures ou Charlotte Corday, mélodrame en 3 actes de Victor Ducange et Auguste Anicet-Bourgeois, Théâtre de la Porte-Saint-Martin, 23 mars 1829
- Macbeth, mélodrame en 5 actes avec un prologue, imitation libre de Shakespeare, Quoy, Paris, 1829. En collaboration avec Victor Ducange. Première donnée au Théâtre de la Porte-Saint-Martin, 9 novembre 1829
- Le Sournois, mélodrame en 2 actes, avec Hippolyte Lévesque, 1830
- Atar-Gull, mélodrame en 3 actes et 6 tableaux, imité du roman de M. Eugène Sue, Marchant, Paris, 1832. En collaboration avec Michel Masson. Première donnée à l'Ambigu le 26 avril 1832.

Opéras-comiques
- 1837 : Le Bon garçon, opéra-comique en 1 acte, avec Auguste Rousseau et Lockroy, théâtre de l'Opéra-Comique, 26 septembre

## Distinctions
- Chevalier de l'Ordre national de la Légion d'honneur (décret du 8 décembre 1849)[10].